# ایهور چوماچنکو
ایهور چوماچنکو (اوکراینی: Ігор Гаврилович Чумаченко؛ زادهٔ ۲۶ اکتبر ۱۹۷۶) بازیکن فوتبال اهل اوکراین است.
از باشگاه‌هایی که در آن بازی کرده‌است می‌توان به باشگاه فوتبال دینامو مینسک، باشگاه فوتبال ایرتیش پاولودار، باشگاه فوتبال چورنومورتس اودسا، باشگاه فوتبال باته بوریسف، و باشگاه فوتبال نمان گرودنو اشاره کرد.